# Аријадна
Аријадна (грч. Ariadne) је, у грчкој митологији, била кћерка критског краља Миноса и његове жене Пасифаје који су осим ње имали још четири сина и млађу кћерку Федру.
Аријадна се заљубила у атинског јунака над јунацима Тезеја кад је дошао на Крит да убије Минотаура како би спасио Атињане који су на сваких девет година слали данак у крви на Крит, па му је помогла да обави тај чин, тако што му је дала мач и клупко конца да би по одмотаној нити могао да изађе из лавиринта где је Минотаур боравио. Отуд израз Аријаднин конац који означава излаз из тешко решиве ситуације. Пошто је убио Минотаура, бојећи се Миносове освете, Тезеј и Аријадна су брзо побегли са Крита на острво Накс. Али одатле је Тезеј наставио без Аријадне. Постоји неколико верзија због чега је то урадио. По једној, јер се Аријадни у сну јавио бог вина Дионис и наредио јој да остане на Наксу да би се он оженио њом. Иако нерадо, Тезеј је морао да послуша бога и отплови без Аријадне. По другој верзији, Тезеју се у сну јавила богиња Атина која му је открила да Аријадна није судбином одређена да му буде жена. А по трећој верзији желео је да се ожени млађом сестром Федром, што је на крају и учинио. Аријадна се удала за Диониса, али није била срећна у браку. Дуго је патила за Тезејом, док се богиња Артемида није смиловала над њеном тугом и убила је стрелом, а богови је потом пренели на небо близу сазвежђа Змије. Митски љубавни троугао, Аријадна, Федра и Тезеј су уз остале ликове који се уплићу у мит као што су Дионис и Тезејов син Хиполит итд, од давнина били инспирација многим уметницима из готово свих грана уметности: поезије, драматургије, сликарства, вајарства, музике, а у последње време и кинематографије.